# 320790 Anestin
320790 Anestin este un asteroid din centura principală de asteroizi.

## Descriere
320790 Anestin este un asteroid din centura principală de asteroizi. A fost descoperit la data de 12 martie 2008 la Observatorul La Silla, de programul EURONEAR.

### Caracteristici
Asteroidul prezintă o orbită caracterizată de o semiaxă majoră egală cu 2,58 u.a., o excentricitate de 0,16 și de o înclinație de 17,0° în raport cu ecliptica.

## Denumirea asteroidului
Asteroidul a primit denumirea de 320790 Anestin în onoarea astronomului român Victor Anestin.